# Arpediothrips mexicanus
Arpediothrips mexicanus är en insektsart som beskrevs av Watson 1939. Arpediothrips mexicanus ingår i släktet Arpediothrips och familjen smaltripsar. Inga underarter finns listade i Catalogue of Life.